# 木村一学
木村 一学（きむら いちがく/いっかく、木村一學）は、大相撲の行司の名跡の一つ。明治期から大正期にかけて2人が名乗ったが、現在では事実上途絶えている。
- 初代 最高位は幕内格（1856年 - 1916年）。年寄としては6代若松を二枚鑑札で襲名。
- 2代　最高位は三段目格（1892年 - ）。のちに年寄として7代若松を襲名し1926年に廃業。